# يوهان برنارد فيشر فون إيرلاخ
يوهان برنارد فيشر فون إيرلاخ (بالألمانية: Johann Bernhard Fischer von Erlach)‏ (و. 1656 – 1723 م) هو مهندس معماري، ونَحّات من النمسا . ولد في غراتس .
توفي في فيينا.

## أعمال بارزة
- قصر شونبرون
- كنيسة كارل
- قصر هيتسندورف [الإنجليزية]
- الاسطبلات الامبراطورية (مجمع متاحف موزيو كوارتير اليوم)
- قصر الأمير أويغين الشتوي [الإنجليزية].

## روابط خارجية
- يوهان برنارد فيشر فون إيرلاخ على موقع الموسوعة البريطانية (الإنجليزية)